# Regione Metropolitana di Cariri
La regione metropolitana di Cariri è un'area metropolitana del Brasile, ubicata nello Stato del Ceará, ufficialmente costituita nel 2009. Secondo le stime dell'IBGE aveva nel 2014 una popolazione di 590.209 abitanti.

## Comuni
Comprende 9 comuni:
- Barbalha
- Caririaçu
- Crato
- Farias Brito
- Jardim
- Juazeiro do Norte
- Missão Velha
- Nova Olinda
- Santana do Cariri